# What You Fear the Most
What You Fear the Most är det svenska hårdrocksbandet Bulletrains andra studioalbum, släppt den 23 september 2016 via skivbolaget AOR Heaven. Efter att ha turnerat i ett knappt år för Start Talking, meddelade bandet i oktober 2015 att de skulle påbörja inspelningen av sitt andra album under nästkommande månad. I november 2015 spelades What You Fear the Most in i Riga, Lettland samt i Stockholm.
What You Fear the Most beskrevs av bandmedlemmarna som ett mörkare och mer "sångbaserat" album än Start Talking, men med fortsatta tunga gitarriff och "allsångsrefränger". Albumet fick främst positiva reaktioner från recensenter när det lanserades. RockWorld24.com utnämnde What You Fear the Most till veckans album vecka 39, 2016 och det var det fjärde bäst säljande albumet i oktober 2016 för NEH Records, den största webbaserade musikaffären i Nordamerika som specialiserat sig inom AOR och melodisk rock.

## Bakgrund och inspelning
Efter att Bulletrain hade lanserat sitt debutalbum Start Talking 2014 turnerade de i knappt ett år. Den 6 oktober 2015 meddelade trumslagaren Jonas Tillheden att bandet tänkte börja spela in sitt andra studioalbum i Riga, Lettland under nästkommande månad. Förslaget att spela in i studion Sound Division Studios i Riga lades fram av producentduon RamPac, då studion hade den senaste tekniken samtidigt som den var relativt billig att hyra. Liksom med Start Talking spelades musiken och sången in vid olika tillfällen, i olika studior; musiken i Riga och sången i Ramtitam i Stockholm. Redan den 16 oktober 2015 spelades en förproduktion av sången in och den 30 oktober spelades vissa gitarrstycken in.
Den 6 november 2015 påbörjade inspelningen i Sound Division Studios och tre dagar senare meddelades det att trummorna höll på att spelas in och att bas- och gitarrstyckena skulle följa. Den 11 november 2015 var bandet halvvägs igenom inspelningen av musiken för albumet och två dagar senare avslutade de inspelningarna i Sound Division Studios. Bulletrain åkte sedan till Stockholm, där de spelade in sången mellan 18 och 28 november 2015 i Ramtitam. Den 5 april 2016 var albumet färdigmixat och masteringprocessen var pågående.

## Musik och låttext
Bandmedlemmarna beskrev What You Fear the Most som ett mörkare och mer "sångbaserat" album än Start Talking. Kompgitarristen Robin Bengtsson har sagt att detta berodde på att Tillheden befann sig i en konstig period i sitt liv under inspelningsprocessen. Dock påpekade bandet att de tunga gitarriffen och "allsångsrefrängerna" ändå var närvarande på albumet.
I oktober 2016 gick Tillheden igenom innebörden och inspirationen för varje låt i en intervju med Melodic Music Reviews: "Memory Lane" handlar om att växa upp och märka att livet är hårt, så allt du vill göra är att återgå till tiden då du var "ung och dum". "Love Lies" handlar om en av Tillhedens före detta flickvänner, som han hade ett intensivt och "galet" förhållande med. "Can't Get Away" handlar om Tillhedens negativa förkärlek för alkohol och de känslor han fick när han drack. "Fight with Me" skrev Tillheden när han hade tröttnat på sitt jobb och han sade att han bara ville festa och spela rock'n'roll varje dag. "We Salute You" skrevs av RamPac medan "Feed the Fire" handlar om att förbereda dig för livets svårigheter. "Wet, Tired & Lonely" är inspirerad av en händelse där Bengtsson cyklade hem en sommarmorgon efter ett nattskift. Han hade nyligen blivit dumpad av sin flickvän och regnet öste ned denna morgon. "Old Lighthouse" är en fiktiv berättelse, den första för bandet, och kan ses som en metafor för drogmissbruk. "Fear" var den låt som skapades när RamPac efterfrågade en sista låt för albumet och sologitarristen Mattias Persson, Bengtsson och sångaren Sebastian Sundberg arbetade då tillsammans fram "Fear". "Far Away" är inspirerad av Bengtssons resa till Indien, där han försökte hitta sig själv, men han fick istället tyfoidfeber och förstod att han var långt hemifrån.

## Albumnamn och förpackning
Den 12 augusti 2016 utannonserades albumets titel (What You Fear the Most), skivomslag, låtlista och lanseringsdatum. Skivomslaget, som illustrerades av Christian Wallin, visar en person i tvångströja som sitter i en vadderad cell med klotter på väggarna.

## Lansering och marknadsföring
What You Fear the Most lanserades den 23 september 2016. Från början var albumet tänkt att lanseras under första hälften av 2016, men detta ändrades. Den 27 juni 2016 utannonserade bandet att de hade planer på att släppa en live-DVD i samband med What You Fear the Most, där videomaterial från deras uppträdande på Karl-Oskardagarna i Växjö den 13 augusti 2016 skulle användas. Denna live-DVD lanserades aldrig och det enda videomaterial som släpptes från Karl-Oskardagarna var en musikvideo för "Fight with Me". Albumets releaseparty hölls på The Tivoli i Helsingborg den 1 oktober 2016 och som vid lanseringen av Start Talking släppte Helsingborgs Bryggeri ett What You Fear the Most-inspirerat öl.

## Låtlista
All sångtext är skriven av Jonas Tillheden, om inte annat anges, alla låtar är komponerade av Mattias Persson, om inte annat anges.
| Nr           | Titel                                | Text                 | Musik              | Längd |
| ------------ | ------------------------------------ | -------------------- | ------------------ | ----- |
| 1.           | Memory Lane                          |                      |                    | 4:19  |
| 2.           | Love Lies                            |                      |                    | 3:27  |
| 3.           | Can't Get Away                       |                      |                    | 4:09  |
| 4.           | Fight with Me                        |                      |                    | 3:31  |
| 5.           | We Salute You                        | RamPac               | RamPac             | 3:54  |
| 6.           | Feed the Fire (med Clare Cunningham) | Robin Bengtsson      |                    | 3:01  |
| 7.           | Wet, Tired & Lonely                  | Bengtsson            |                    | 3:26  |
| 8.           | Old Lighthouse                       | Tillheden, Bengtsson |                    | 5:05  |
| 9.           | Fear                                 | Bengtsson            |                    | 4:42  |
| 10.          | Far Away                             | Bengtsson            | Bengtsson, Persson | 5:28  |
| Total längd: | Total längd:                         | Total längd:         | Total längd:       | 42:17 |

## Medverkande
- Sebastian Sundberg – sång och piano
- Mattias Persson – sologitarr och bakgrundssång
- Robin Bengtsson – kompgitarr och bakgrundssång
- Niklas Månsson – elbas och bakgrundssång
- Jonas Tillheden – trummor och bakgrundssång

### Övriga medverkande
- Clare Cunningham – sång på "Feed the Fire"
- RamPac – producent
- Ivars Ozols – ljudtekniker
- Stefan Sundström – ljudtekniker
- Tobias Lindell – mixning
- Vlado Meller – mastering
- Christian Wallin – illustration av skivomslaget